# Æthelflæd di Damerham
Æthlflæd di Damerham (... – 962/975/991) è stata una regina inglese.
Fu la seconda moglie di Edmondo I: il loro matrimonio è avvenuto intorno al 944.

## Biografia
Æthelflæd era figlia di Ælfgar, probabilmente ealdorman dell’Essex. Il nome di sua madre non è registrato. Aveva almeno un fratello e una sorella. Ælfflæd, la sorella, era sposata con Byrhnoth, che probabilmente succedette a suo padre come ealdorman dell’Essex. Byrhnoth fu ucciso nella battaglia di Maldon nel 991. Æthelflæd ed Ælfflæd furono gli eredi di Ælfgar alla sua morte, tra il 946 e il 951 in base al datazione del suo testamento.
Æthelflæd sposò re Edmondo dopo la morte nel 944 della prima moglie, Ælgifu, madre dei futuri re Edwing ed Edgardo. Non si sa se da questo matrimonio siano nati figli. Edmund fu ucciso nel 946, lasciando Æthelflæd vedova, ma ricca e potente. I registri della cattedrale di Ely, di cui lei, sua sorella e suo cognato erano stati generosi benefattori, dicono che poi sposò l'ealdorman Æthelstan, probabilmente Atelstano Rota. Tuttavia, che sia stata risposata è un dato contestato.
Il testamento di Æthelflæd viene registrato e quindi per la sua morte sono tre le date presunte: il 962, il 975 e il 991.  Nel testamento erano previste donazioni anche per l'Abbazia di Glastonbury, la Cattedrale di Canterbury, l'Abbazia di Bury e il monastero di Stoke-by-Nayland.